# Яхья ульд Хадемин
Яхья ульд Хадемин (араб. يحي ولد حدأمين‎, фр. Yahya Ould Hademine; род. 31 декабря 1953, Тимбедра) — политический деятель Мавритании. С 21 августа 2014 по 29 октября 2018 года — премьер-министр Мавритании.
Член партии «Союз в пользу Республики».
После того, как президент Мохамед ульд Абдель Азиз был переизбран в июне 2014 года, 21 августа он назначил Хадемине на пост премьер-министра. Хадемине заменил Мулайе ульд Мухаммеда Лагдафа, который был премьер-министром с 2008 года. Обязавшись содействовать участию женщин в политической жизни, экономического и социального развития, Хадемине назначил семь женщин в своё правительство, когда оно было сформировано через три дня после его назначения на пост премьер-министра.
Хадемин ушёл с поста премьер-министра 29 октября 2018 года.